# God's Quiz
Quiz of God (en hangul, 신의 퀴즈 리부트; romanización revisada, Shinui Kwijeu Ributeu) es una serie de televisión surcoreana transmitida desde el 8 de octubre del 2010 hasta el 10 de enero del 2019, a través de OCN. 

## Historia
La serie sigue al genio y excéntrico neurocirujano Han Jin-woo y a su equipo, mientras resuelven muertes sospechosas, desentrañan misterios relacionados con enfermedades raras y trabajan en casos de mayores dimensiones que se esconden tras los crímenes aparentemente simples.
Jin-woo, es el mejor médico forense de Corea y el líder de un equipo de expertos en realizar investigaciones médicas de crímenes, después de que extraños acontecimientos y muertes misteriosas ocurren en un hospital. Al inicio tiene problemas, pero cuando comienza a recibir la ayuda de la detective Kang Kyung-hee, una mujer con una excelente habilidad en las artes marciales y un gran sentido de la justicia y la examinadora forense Jo Young-shil, las cosas mejoran.
Más tarde el equipo debe descubrir la causa de las misteriosas muertes de un grupo de médicos de élite de la Universidad de Corea y desentrañar un misterio relacionado con una enfermedad rara.
Al equipo se les unen Kwak Hyun-min, el Jefe del Equipo de Investigación de Análisis de Causas de Muerte "CODAS" en la oficina del médico forense junto a la investigadora Jung Seung-bin, el transferido investigador Nam Sang-bok y la examinadora Moon Soo-an.

## Reparto

### Personajes principales[3]
| Actor          | Personaje      | Ocupación                                                        | Episodios | Duración                       |
| -------------- | -------------- | ---------------------------------------------------------------- | --------- | ------------------------------ |
| Ryu Deok-hwan  | Han Jin-woo    | Neurocirujano y Médico Forense                                   | -         | 2010 - 2019                    |
| Park Joon-myun | Jo Young-shil  | Examinadora Médica                                               | -         | 2010 - 2019                    |
| Yoon Joo-hee   | Kang Kyung-hee | Detective                                                        | -         | 2010 - 2011, 2014, 2018 - 2019 |
| Kim Jun-han    | Kwak Hyun-min  | Jefe del Equipo de Investigación de Análisis de Causas de Muerte | -         | 2018 - 2019                    |
| Yoon Bo-ra     | Jung Seung-bin | Investigadora de Análisis de Causas de Muerte                    | -         | 2018 - 2019                    |
| Park Hyo-joo   | Moon Soo-an    | Examinadora Forense                                              | -         | 2018 - 2019                    |
| Kim Ki-doo     | Nam Sang-bok   | Investigador                                                     | -         | 2018 - 2019                    |

### Personajes recurrentes
| Actor        | Personaje      | Ocupación       | N.º de episodios | Duración    |
| ------------ | -------------- | --------------- | ---------------- | ----------- |
| Kim Jae-won  | Hyeon Sang-pil | Asesino         | -                | 2018 - 2019 |
| Yoo Jung-rae | Lim Si-hyun    | -               | -                | 2018 - 2019 |
| Song Ji-ho   | Lee Dong-keun  | -               | -                | 2018 - 2019 |
| Kim Ho-jung  | Seo            | Gerente General | -                | 2018 - 2019 |
| Kwak Min-ho  | Seok Tae-joon  | -               | -                | 2018 - 2019 |

### Antiguos personajes principales
| Actor                 | Personaje    | Ocupación          | N.º de episodios | Duración    |
| --------------------- | ------------ | ------------------ | ---------------- | ----------- |
| Choi Jung-woo         | Jang Kyu-tae | -                  | -                | 2010 - 2018 |
| Kim Dae-jin (Na Yoon) | Kim Seong-do | Científico Forense | -                | 2010 - 2012 |
| Ahn Nae-sang          | Bae Tae-shik | Detective          | -                | 2012        |
| Lee Donghae           | Han Shi-woo  | Examinador Médico  | -                | 2014        |
| Kim Jae-kyung         | Im Tae-kyung | Investigadora      | -                | 2014        |

### Antiguos personajes recurrentes
| Actor           | Personaje                 | Ocupación   | N.º de episodios | Duración    |
| --------------- | ------------------------- | ----------- | ---------------- | ----------- |
| Seo Yoo-jung    | -                         | -           | 5-6              | 2018        |
| Baek Seung-hwan | Im Do-yoon                | -           | 3-4              | 2018        |
| Lee Sang-yi     | Jae-seung                 | -           | 1-2              | 2018        |
| Song Ha-yoon    | -                         | -           | -                | 2014        |
| Kang Sung-pil   | Nam Ki-yong               | -           | -                | 2014        |
| Han Seung-hyun  | Gu Doo-jin                | -           | -                | 2014        |
| Lee Yoo         | Min Ji-hee                | -           | -                | 2014        |
| Jang Seung-jo   | Lee Jae-joon              | -           | -                | 2014        |
| Lee Soo-yong    | Park Jung-wook/Panna Nuen | -           | -                | 2014        |
| Yoon Jin-young  | Jo Il-yeob                | -           | -                | 2014        |
| Lee Do-yeon     | Da-mi                     | -           | -                | 2014        |
| Park Hee-von    | Lee Ran                   | -           | -                | 2012        |
| Han Seo-jin     | Yoo So-yi                 | -           | -                | 2012        |
| Yoo Jae-myung   | Lee                       | Anestesista | -                | 2012        |
| Lee Seol-hee    | Min Ji-yool               | Perfiladora | -                | 2011, 2012  |
| Kim Se-hyun     | Cha Woo-bin               | -           | -                | 2011        |
| Lee Ha-rin      | Lee Young-eun             | -           | -                | 2011        |
| Oh Sung-soo     | Jeong Jin-soo             | -           | -                | 2011        |
| Kim Mi-rim      | Joo Mi                    | -           | -                | 2011        |
| Ahn Yong-joon   | Jung Ha-yoon              | -           | -                | 2010 - 2011 |
| Chu Seung-wook  | Park Do-joon              | -           | -                | 2010 - 2011 |
| Kim Geon-woo    | Nam Joo-nam               | -           | -                | 2010        |
| Park Da-an      | Go Yoon-jung              | -           | -                | 2010        |
| Kim Seung-yeon  | -                         | Psíquico    | -                | 2010        |

### Personajes invitados
| Actor                  | Personaje                            | Ocupación                             | N.º de episodios | Duración   |
| ---------------------- | ------------------------------------ | ------------------------------------- | ---------------- | ---------- |
| Choi Cheol-ho          | Seo Sang-woo                         | -                                     | 11-12            | 2014       |
| Yang Geum-seok         | Jang Hae-won                         | Madre de Han Jin-woo                  | 10-12; 10-12     | 2012, 2014 |
| Go Kyung-pyo           | Seo In-gak                           | -                                     | 10-12            | 2012, 2014 |
| Choi Ho-joong          | Park Chan-hyung                      | -                                     | 10; 10           | 2012, 2014 |
| Kim Bo-mi              | Go Gil-nyeo                          | -                                     | 10; 10           | 2012, 2014 |
| Jung So-young          | Choi Seo-yeon                        | -                                     | 9; 9             | 2012, 2014 |
| Byun Yo-han            | -                                    | Estudiante de Arte                    | 9                | 2014       |
| Sung Doo-sub           | Lee Chul-min                         | -                                     | 8                | 2014       |
| Kim Hyun-bin           | Woo Cheo (de joven)                  | -                                     | 8                | 2012, 2014 |
| Jang Se-hyun           | Lee Woo-min                          | -                                     | 8; 8             | 2012, 2014 |
| Shin Ji-soo            | Kim Eun-shil                         | -                                     | 7                | 2014       |
| Jang Kyung-yeob        | Lee Jong-hyuk                        | -                                     | 7                | 2014       |
| Seo Woo-jin            | Kang Do-jin                          | -                                     | 7; 7             | 2012, 2014 |
| Kwon Eun-soo           | Kim Han-sook                         | -                                     | 6; 6             | 2012, 2014 |
| Baek Bong-ki           | Lee Hwan-seung                       | -                                     | 6; 6             | 2012, 2014 |
| Kim Heung-soo          | Lee Jong-seok                        | -                                     | 5; 5             | 2012, 2014 |
| Han Ki-won             | Hong Ki-jun                          | -                                     | 4; 4             | 2012, 2014 |
| Choi Tae-hwan          | Lee Soo-yong                         | -                                     | 4; 4             | 2012, 2014 |
| Hwang Seung-eon        | Ahn Hyo-yeon                         | -                                     | 3; 2             | 2012, 2014 |
| Song Ji-hyun           | Ahn Hee-yeon                         | -                                     | 3; 2             | 2012, 2014 |
| Lim Yoon-ho            | Go Kyung-eun                         | -                                     | 2; 2             | 2012, 2014 |
| Park Min-ji            | Park Ha-yeong                        | -                                     | 2; 2             | 2012, 2014 |
| Jo Hye-jung            | Jung Mi-hyang                        | -                                     | 1                | 2014       |
| Kim Jin-geun           | -                                    | Padre de Jung Mi-hyang                | 1                | 2014       |
| Kim Min-kyu            | -                                    | -                                     | -                | 2014       |
| Sung Min-soo           | Mr. Kim                              | Abogado                               | -                | 2014       |
| Cho Hye-jung           | Woo Jeong-mi                         | -                                     | -                | 2014       |
| Yoon Joo-hee           | Kang Kyung-hee                       | Detective                             | 12               | 2012       |
| Heo Sung-tae           | -                                    | -                                     | 10               | 2012       |
| Alexander Yang Ohn-yoo | Lee Han-seo Lee Han-seo (de pequeño) | -                                     | 6                | 2012       |
| Jung Joon-won          | Woo-ram                              | -                                     | 4                | 2012       |
| Oh Tae-kyung           | Choi Gyu-seok                        | -                                     | 1                | 2012       |
| Kim Jin-geun           | -                                    | Padre de Mi-hyang                     | 1                | 2012       |
| Hong Suk-youn          | -                                    | Hombre que descubre al Alien          | 1                | 2012       |
| Moon Ji-young          | Mi-kyung                             | -                                     | -                | 2012       |
| Kang Bit               | -                                    | -                                     | -                | 2012       |
| Choi Ah-ra             | Chae-kyung                           | -                                     | -                | 2012       |
| Hong So-hee            | Shin Hee-soo                         | -                                     | -                | 2012       |
| Park Jae-jung          | Park Jong-min                        | -                                     | -                | 2012       |
| Sung Chang-ho          | -                                    | Policía                               | -                | 2012       |
| Lee Jae-in             | Ha Yeong                             | -                                     | -                | 2012       |
| Kim Ga-eun             | Yoon So-jung                         | -                                     | -                | 2012       |
| Choi Young Shin        | Joo Hyun                             | -                                     | -                | 2012       |
| Jeon Moo-song          | -                                    | Sacerdote                             | 12               | 2011       |
| Lee Il-hwa             | Hwang Kyu-ri                         | -                                     | 5                | 2011       |
| Kang Seong-min         | Jang in-ho                           | -                                     | 3                | 2011       |
| Kim Won-hae            | Min Jung-pil                         | Doctor                                | -                | 2011       |
| Oh Kwang-rok           | "Jefe"                               | -                                     | -                | 2011       |
| Kim Jeong-gyoon        | -                                    | -                                     | -                | 2011       |
| Lee Jun-hyeok          | Go Jong-do                           | -                                     | -                | 2011       |
| Lee Han-wi             | Chi An-gam                           | Jefe de la Policía                    | -                | 2011       |
| Seo Yoon-ah            | Park Han-seo                         | -                                     | -                | 2011       |
| Lee Kyeong-in          | Deok-hoon                            | -                                     | -                | 2011       |
| Kim Myung-soo          | Brian                                | -                                     | -                | 2011       |
| Han Yeong-gwang        | Lee Kyeong-seok                      | -                                     | -                | 2011       |
| Han Yeo-wool           | -                                    | -                                     | -                | 2011       |
| Choi Sang-hak          | -                                    | -                                     | -                | 2011       |
| Kim Jong-seok          | -                                    | -                                     | -                | 2011       |
| Park Dae-won           | -                                    | -                                     | -                | 2011       |
| Seo Han-gyeol          | -                                    | -                                     | -                | 2011       |
| Kim Dong-soo           | Song Wan-gyu                         | -                                     | -                | 2011       |
| Hong Boo-hyang         | -                                    | Esposa de Song Wan-gyu                | -                | 2011       |
| Kim Jong-ho            | -                                    | -                                     | -                | 2011       |
| Park Gun-rak           | -                                    | -                                     | -                | 2011       |
| Yoo Hae-jung           | Eun-ok                               | Niña Abusada                          | -                | 2010       |
| Seo Ji-seung           | Shi-eun                              | -                                     | 8                | 2010       |
| Lee Dal-hyung          | -                                    | -                                     | 7                | 2010       |
| Jung Eun-pyo           | -                                    | Ginecólogo                            | 6                | 2010       |
| Im Je-no               | Joon-seo                             | -                                     | 5                | 2010       |
| Lim Hwa-young          | Yeo-rang                             | -                                     | 4                | 2010       |
| Lee Ji-eun             | Hong Seong-mi                        | -                                     | 3                | 2010       |
| Park No-shik           | Choi Kyung-ho                        | -                                     | 3                | 2010       |
| Kim Byeong-ok          | -                                    | CEO de la Compañía de Entretenimiento | 2                | 2010       |
| Kim Tae-woo            | Jae-seok                             | -                                     | 1                | 2010       |
| Ri Woo-jin             | Mr. Choi                             | Vecino                                | -                | 2010       |
| Kim Joo-hwang          | -                                    | -                                     | -                | 2010       |
| Kim Young-woong        | -                                    | -                                     | -                | 2010       |

## Episodios
La serie está conformada por 5 episodios, y se han emitido 54 hasta ahora (zona horaria de Corea (KST)) a través de OCN.
El título de la serie se refiere a un dicho local que dice que las enfermedades raras son como las pruebas que Dios le da a los humanos para no volverse demasiado arrogantes. 

### Primera temporada
La primera temporada de la serie fue estrenada del 8 de octubre del 2010 al 3 de diciembre del 2010, y emitió 10 episodios todos los viernes a las 22:00.
La temporada se ocupó principalmente de enfermedades raras hereditarias como la porfiria, fenilcetonuria, distrofia muscular, Síndrome de Guillain-Barré, Convulsiones anóxicas reflejas y el Síndrome del sabio. 
| #  | Código | Título                 | Fecha de Emisión        |
| -- | ------ | ---------------------- | ----------------------- |
| 1  | 1      | Dracula's Tragedy      | 8 de octubre de 2010    |
| 2  | 2      | The Lost City of Idols | 15 de octubre de 2010   |
| 3  | 3      | Assassin               | 22 de octubre de 2010   |
| 4  | 4      | God's Daughter         | 29 de octubre de 2010   |
| 5  | 5      | Protein Tracer         | 5 de noviembre de 2010  |
| 6  | 6      | Fan Death              | 12 de noviembre de 2010 |
| 7  | 7      | Paper Doll             | 19 de noviembre de 2010 |
| 8  | 8      | Last Present           | 26 de noviembre de 2010 |
| 9  | 9      | Thanatos (Part 1)      | 3 de diciembre de 2010  |
| 10 | 10     | Thanatos (Part 2)      | 10 de diciembre de 2010 |

### Segunda temporada[13]
La segunda fue emitida del 10 de junio del 2011 al 26 de agosto del mismo año y estuvo conformada por 12 episodios, emitidos todos los viernes a las 24:00hrs.
Durante la segunda temporada se presentaron enfermedades como la Enfermedad de Fabry, el Síndrome de Kleine-Levin y la Insensibilidad congénita al dolor con anhidrosis.
| #  | Código | Título                          | Fecha de Emisión     |
| -- | ------ | ------------------------------- | -------------------- |
| 1  | 11     | Wrist Cutting Syndrome (Part 1) | 10 de junio de 2011  |
| 2  | 12     | Wrist Cutting Syndrome (Part 2) | 17 de junio de 2011  |
| 3  | 13     | Elephant Man                    | 24 de junio de 2011  |
| 4  | 14     | Lovesick                        | 1 de julio de 2011   |
| 5  | 15     | The Definition of Psychopath    | 8 de julio de 2011   |
| 6  | 16     | Maniac                          | 15 de julio de 2011  |
| 7  | 17     | A Bomb In My Ears               | 22 de julio de 2011  |
| 8  | 18     | White                           | 29 de julio de 2011  |
| 9  | 19     | Blood Sale                      | 5 de agosto de 2011  |
| 10 | 20     | Monster                         | 12 de agosto de 2011 |
| 11 | 21     | The Last Sacred War (Part 1)    | 19 de agosto de 2011 |
| 12 | 22     | The Last Sacred War (Part 2)    | 26 de agosto de 2011 |

### Tercera temporada
La tercera temporada fue transmitida del 20 de mayo del 2012 al 12 de agosto del 2012, y estuvo conformada por 12 episodios, transmitidos todos los viernes a las 22:00.
| #  | Código | Título                        | Fecha de Emisión     |
| -- | ------ | ----------------------------- | -------------------- |
| 1  | 23     | Unidentified Organism         | 20 de mayo de 2012   |
| 2  | 24     | Hospice                       | 27 de mayo de 2012   |
| 3  | 25     | CRPS                          | 3 de junio de 2012   |
| 4  | 26     | Pits of Hell                  | 10 de junio de 2012  |
| 5  | 27     | Death Mask                    | 17 de junio de 2012  |
| 6  | 28     | Congressman Lee's Murder      | 24 de junio de 2012  |
| 7  | 29     | Toxic Drama                   | 1 de julio de 2012   |
| 8  | 30     | Spirits of the Dead           | 8 de julio de 2012   |
| 9  | 31     | Han Jin-woo Syndrome          | 15 de julio de 2012  |
| 10 | 32     | Synapse                       | 22 de julio de 2012  |
| 11 | 33     | Phantom in the Brain (Part 1) | 29 de julio de 2012  |
| 12 | 34     | Phantom in the Brain (Part 2) | 12 de agosto de 2012 |

### Cuarta temporada
La cuarta temporada fue emitida del 18 de mayo del 2014 al 3 de agosto del mismo año, estuvo conformada por 12 episodios, transmitidos todos los domingos a las 23:00hrs.
| #  | Código | Título                   | Fecha de Emisión    |
| -- | ------ | ------------------------ | ------------------- |
| 1  | 35     | Scarlet Tears            | 18 de mayo de 2014  |
| 2  | 36     | Angel's Nails            | 25 de mayo de 2014  |
| 3  | 37     | Serpentine Dance         | 1 de junio de 2014  |
| 4  | 38     | One Warm Day             | 8 de junio de 2014  |
| 5  | 39     | Dead Man Walking         | 15 de junio de 2014 |
| 6  | 40     | Modern Times             | 22 de junio de 2014 |
| 7  | 41     | X                        | 29 de junio de 2014 |
| 8  | 42     | Superman                 | 6 de julio de 2014  |
| 9  | 43     | The Pianist's Lover      | 13 de julio de 2014 |
| 10 | 44     | God's Proxy              | 20 de julio de 2014 |
| 11 | 45     | Goodbye Moebius (Part 1) | 27 de julio de 2014 |
| 12 | 46     | Goodbye Moebius (Part 2) | 3 de agosto de 2014 |

### Quinta temporada[18]
La quinta temporada fue estrenada el 14 de noviembre del 2018 y está conformada por 16 episodios, los cuales son emitidos todos los miércoles y jueves a las 23:00.
| #  | Código | Título                             | Fecha de Emisión        |
| -- | ------ | ---------------------------------- | ----------------------- |
| 1  | 47     | The Fire Demon (화마)              | 14 de noviembre de 2018 |
| 2  | 48     | The Fire Demon (화마)              | 15 de noviembre de 2018 |
| 3  | 49     | Mad World (매드 월드)              | 21 de noviembre de 2018 |
| 4  | 50     | Mad World (매드 월드)              | 22 de noviembre de 2018 |
| 5  | 51     | Hope for Heaven (천국을 찾아서)    | 28 de noviembre de 2018 |
| 6  | 52     | Hope for Heaven (천국을 찾아서)    | 29 de noviembre de 2018 |
| 7  | 53     | The New Narcissism (뉴 나르시시즘) | 5 de diciembre de 2018  |
| 8  | 54     | The New Narcissism (뉴 나르시시즘) | 6 de diciembre de 2018  |
| 9  | 55     | A Single Moon (하나의)             | 12 de diciembre de 2018 |
| 10 | 56     | A Single Moon (하나의)             | 13 de diciembre de 2018 |
| 11 | 57     | Remember                           | 19 de diciembre de 2018 |
| 12 | 58     | Remember                           | 20 de diciembre de 2018 |
| 13 | 59     | Just...                            | 2 de enero de 2019      |
| 14 | 60     | Just...                            | 3 de enero de 2019      |
| 15 | 61     | Only One                           | 9 de enero de 2019      |
| 16 | 62     | Only One                           | 10 de enero de 2019     |

## Música
La banda sonora de la segunda temporada estuvo conformada por 4 canciones, la tercera temporada por 3 canciones, la cuarta por 2 y la quinta por 3 canciones. Las primeras cuatro temporadas de la serie fueron distribuidas por CJ E&M, mientras que la música de la quinta temporada es distribuida por Genie Music (지니뮤직) y Stone Music Entertainment.
| Artista / Grupo | Canción                           | Álbum                 | Fecha de Lanzamiento    | Notas  |
| --------------- | --------------------------------- | --------------------- | ----------------------- | ------ |
| Cho Eun         | Shadow                            | OST de "God's Quiz 5" | 6 de diciembre de 2018  |        |
| Dae Gun         | I'll Better Smile (차라리 웃을게) | OST de "God's Quiz 5" | 29 de noviembre de 2018 |        |
| Kim Da-yun      | Mad World                         | OST de "God's Quiz 5" | 23 de noviembre de 2018 |        |
| Ji Hoon         | Live Today (오늘을 살께)          | OST de "God's Quiz 4" | 14 de julio de 2014     |        |
| Kim Jae-kyung   | Maybe I (어쩌면 난)               | OST de "God's Quiz 4" | 20 de junio de 2014     | [ 21 ] |
| Baek Han-byul   | Trauma                            | OST de "God's Quiz 3" | 13 de julio de 2012     |        |
| Hlin            | Secrets                           | OST de "God's Quiz 3" | 29 de junio de 2012     |        |
| Lee Gun-yol     | Back To                           | OST de "God's Quiz 3" | 15 de junio de 2012     |        |
| Hlin            | Redd                              | OST de "God's Quiz 2" | 10 de agosto de 2011    |        |
| Kim Ji-yeon     | Just Until Then                   | OST de "God's Quiz 2" | 18 de junio de 2011     | [ 22 ] |
| Ryu Deok-hwan   | Ly One                            | OST de "God's Quiz 2" | 13 de junio de 2011     |        |
| Serri y Subin   | Turn Your Head                    | OST de "God's Quiz 2" | 13 de junio de 2011     | [ 23 ] |
| Untouchable     | Question                          | OST de "God's Quiz 2" | 10 de junio de 2011     | [ 24 ] |

## Producción
La serie fue creada por Park Jae-bum y también es conocida como "Quiz from God" o "Quiz from God: Reboot".
La primera temporada fue dirigida por Lee Joon-hyung (이준형) y escrita por Park Jae-bum (박재범), quien también fue el escritor de las segunda, tercera y cuarta temporadas. Por otro lado la segunda temporada fue dirigida por Lee Jung-pyo (이정표), mientras que la cuarta temporada de la serie por Lee Min Woo-iI (이민우) y escrita por Park Dae-sung y Lee Doo-il. Finalmente la quinta temporada es dirigida por Kim Jong-hyuk (김종혁) y escrita por Kang Eun-sun (강은선).
La primera lectura del guion de la quinta temporada fue realizada el 5 de septiembre de 2018.
Durante la quinta temporada la serie también cuenta con el apoyo de "Studio Dragon".
Ha contado con el apoyo de las compañías de producción "Eight Works", "Curo Holdings", y por "EveryShow" (únicamente durante la cuarta temporada).

### Transmisión internacional
Las primeras tres temporadas de la serie fueron emitidas en Japón a través de "BS-Japan", mientras que la cuarta temporada fue emitida a través de "DATV" a principios del 16 de diciembre del 2014.